# Muzeum Motoryzacji w Bielsku-Białej
Muzeum Motoryzacji w Bielsku-Białej – placówka muzealna prowadzona przez Automobilklub Beskidzki, gromadząca zabytkowe samochody i motocykle. Znajduje się w Bielsku-Białej, przy ul. Kazimierza Wielkiego 1.
Muzeum zostało założone 11 listopada 2006 r. z inicjatywy Jacka Balickiego, wiceprezesa Automobilklubu Beskidzkiego ds. pojazdów zabytkowych, który stał się jego dyrektorem. Eksponaty umieszczono w zaadaptowanych halach dawnej przetwórni owoców.
Obecnie w muzeum znajduje się dziewięć pojazdów:
- Citroën 2CV z 1982 r.
- Mercedes-Benz 170V sedan z 1938 r.
- Mercedes-Benz 170V cabrio b z 1938 r.
- Mercedes-Benz W111 z 1964 r.
- Opel z 1934 r.
- Opel Super 6 (podwozie szkoleniowe) z 1938 r.
- Syrena 105 z 1982 r.
- Volvo P 210 Duett z 1964 r.
- WFM M06 z 1960 r.

W planach jest dalsze poszerzanie ekspozycji.
Muzeum jest otwarte w każdą sobotę między 11.00 a 16.00. Za zwiedzanie pobierane są wolne datki przeznaczane na jego utrzymanie.